# 上海愛麗絲幻樂團
上海爱丽丝幻樂團（又譯上海愛莉絲幻樂團），是日本的同人遊戲開發組織，成員僅有ZUN一個人，以東方Project聞名。其相關的商業作品，則由香霖堂株式會社（株式会社香霖堂，かぶしきがいしゃこうりんどう）作為版權收益持有法人，由旗下董事包括Ruw參與版权事务。

## 名称
尽管名字是“上海爱丽丝幻乐团”，该团体的总部并非设在中国上海。这个名字是为了呼应整个东方系列游戏的主题而取的。ZUN认为，“上海”是一个东西方文明交汇融合的城市，“爱丽丝”的名字也暗含童话的意味。合起来，“上海爱丽丝”这个名字融合了东西方的幻想色彩。之所以取名“幻乐团”，是因为ZUN最初想发展音乐同人团体。另外，东方Project系列作品中的一位角色的名字也叫做“爱丽丝”，她帶在身邊的人偶之一叫做“上海人形”。

## 作品

### 東方Project遊戲作品
上海爱丽丝幻樂團成立前的作品
- 東方靈異伝 ～ Highly Responsive to Prayers.（1996年11月・東京電機大學理工學部鳩山祭）
- 東方封魔録 ～ the Story of Eastern Wonderland.（1997年8月・Comic Market（以下简称为C）52）
- 東方夢時空 ～ Phantasmagoria of Dim.Dream.（1997年12月・C53）
- 東方幻想郷 ～ Lotus Land Story.（1998年8月・C54）
- 東方怪綺談 ～ Mystic Square.（1998年12月・C55）

上海爱丽丝幻樂團成立後的作品
- 東方紅魔郷 ～ the Embodiment of Scarlet Devil.（2002年8月・C62）[3]
- 東方妖々夢 ～ Perfect Cherry Blossom.（2003年8月・C64）[4]
- 東方永夜抄 ～ Imperishable Night.（2004年8月・C66）[5]
- 東方花映塚 ～ Phantasmagoria of Flower View.（2005年8月・C68）[6]
- 東方文花帖 ～ Shoot the Bullet.（2005年12月・C69）
- 東方風神録 ～ Mountain of Faith.（2007年8月・C72）[7]
- 東方地霊殿 ～ Subterranean Animism.（2008年8月・C74）[8]
- 東方星蓮船 ～ Undefined Fantastic Object.（2009年8月・C76）[9]
- ダブルスポイラー ～ 東方文花帖（2010年3月・博麗神社例大祭7）
- 妖精大戦爭 ～ 東方三月精（2010年8月・C78）
- 東方神霊廟 ～ Ten Desires.（2011年8月・C80）[10]
- 東方輝針城 ～ Double Dealing Character.（2013年8月・C84）[11]
- 弾幕アマノジャク ～ Impossible Spell Card.（2014年5月11日・博麗神社例大祭11）
- 東方紺珠伝 ～ Legacy of Lunatic Kingdom.（2015年8月14日・C88）[12]
- 東方天空璋 ～ Hidden Star in Four Seasons.（2017年8月11日・C92）
- 秘封噩梦日記 ～ Violet Detector.（2018年8月10日・C94）
- 東方鬼形獣 ～ Wily Beast and Weakest Creature.（2019年8月12日・C96）
- 東方虹龍洞 ～ Unconnected Marketeers.（2021年5月4日・Steam；2021年5月13日・博麗神社例大祭18）
- バレットフィリア達の闇市場　〜 100th Black Market.（2022年8月14日・C100、Steam）
- 東方獸王園 ～ Unfinished Dream of All Living Ghost.（2023年8月13日・C102、Steam）

與黃昏邊境共同製作
- 東方萃夢想 ～ Immaterial and Missing Power.（2004年12月・C67）
- 東方緋想天 ～ Scarlet Weather Rhapsody.（2008年5月・博麗神社例大祭5）
- 東方非想天則 ～ 超弩級ギニョルの謎を追え（2009年8月・C76）
- 東方心綺楼 ～ Hopeless Masquerade.（2013年5月26日・博麗神社例大祭10）
- 東方深秘録 ～ Urban Legend in Limbo.（2015年5月10日・博麗神社例大祭12；2016年12月8日・PS4）
- 東方憑依華 ～ Antinomy of Common Flowers.（2017年12月29日・C93；2018年1月5日・Steam）
- 東方剛欲異聞　～ 水没した沈愁地獄（2021年10月4日・博麗神社秋季例大祭8；2021年10月29日・Steam）

### 音樂作品

#### ZUN's Music Collection系列
除第一部是以东方人物的汇篇音乐集，从第2部开始，是以梅莉和莲子的秘封俱乐部为主题的音乐故事集，除5.5作（悼念2011年东北地方太平洋近海地震受灾地区）与9.5作（纪念因2019冠状病毒病疫情而两年未举办的Comic Market再开）为纪念集而没配套故事外，所有收录曲目均有对应配套故事。
- 1. （2002年8月・C62、2002年12月・C63）
- 2. （2003年12月・C65）
- 3. （2004年12月・C67）
- 4 .（2006年5月・博麗神社例大祭3）
- 5. （2006年8月・C70）
- 5.5. （2011年5月・博麗神社例大祭8）
- 6.  （2012年4月・Comic1☆6）
- 7. （2012年8月・C82）
- 8. （2016年5月・博麗神社例大祭13）
- 9. （2016年8月・C90）
- 9.5.  （2021年12月・C99）
- 10. （2024年5月・博麗神社例大祭21）[13]

#### 幺樂団の歴史 〜 Akyu's Untouched Score 系列
收录旧五作FM游戏音乐的音乐集。
- （2006年5月・博麗神社例大祭3）
- （2006年12月・C71）
- （2006年12月・C71）
- （2007年12月・C73）
- （2007年12月・C73）

#### 与黄昏边境合作的格斗游戏OST
东方格斗系游戏的原声曲目大多数都包含由来自黄昏边境的U2（あきやまうに）所再编曲的曲目，但也同时包含ZUN为各个游戏所编曲的新曲目。
- （2005年8月・C68）
- （2008年8月・C74）
- （2009年12月・C77）
- （2013年8月・C84）
- （2015年8月・C88）
- （2016年2月・随PS4版《東方深秘録》初回购入附录）
- （2018年5月6日・博麗神社例大祭15）
- （2021年11月28日・東方紅樓夢17）

## 外部連結
- 上海アリス幻樂団 （页面存档备份，存于）
- Amusement Makers （页面存档备份，存于）
- Amusement Makers（旧）公式サイト （页面存档备份，存于）
- 博麗神主的X（前Twitter）